# ボストン (イングランド)
ボストン (Boston) は、イギリス東岸、イングランド・リンカンシャーにあるタウンであり港町である。人口は4万5339人（2021年）。行政上はボストン (ディストリクト) に属している。
ボストンで最も有名なランドマークは、セント・ボトルフ教会 (St Botolph's church) で、イングランドの教区教会で最大のもので、最も高い建物の一つでもある。ボストンから各地への移民は、出身地のタウンにちなんでボストンという名前を各地で付けた。その中でも最も有名な都市が、アメリカ合衆国マサチューセッツ州のボストンである。

## 出身人物
- アラン・モウルダー - 音楽プロデューサー
- ジム・クラーク - 編集技師
- ジョン・レバレット - アメリカ植民地の総督

## 姉妹都市
- フランス ラヴァル
- 日本 白山市
- アメリカ合衆国 ボストン